# The Great Migration
The Great Migration – debiutancki album studyjny amerykańskiego rapera i producenta muzycznego Bronze Nazaretha, wydany 23 maja 2006 roku nakładem wytwórni Babygrande. Za warstwę muzyczną płyty w całości odpowiada Bronze Nazareth, którego styl produkcji opiera się głównie o sampling soulowych utworów z 60. i 70. XX wiek.

## Lista utworów
| #  | Tytuł                                                       | Sample                                                                                    | Czas |
| -- | ----------------------------------------------------------- | ----------------------------------------------------------------------------------------- | ---- |
| 1  | "In The Beginning (Intro)"                                  | - Michael Kamen - "New Line Cinema Intro"                                                 | 0:14 |
| 2  | "The Pain"                                                  | - The Brothers of Soul - "Hurry, Don't Linger" - Lou Rawls - "St. James Infirmary (Live)" | 3:40 |
| 3  | "More Than Gold" (feat. Timbo King)                         | - Bobby Bland - "Deep in My Soul"                                                         | 4:10 |
| 4  | "Killa Beez Attack" (skit)                                  |                                                                                           | 0:23 |
| 5  | "The Bronzeman" (feat. Killa Sin)                           | - Ollie & the Nightingales - "I Got a Sure Thing"                                         | 3:56 |
| 6  | "One Plan" (feat. Byata)                                    | - The Delfonics - "The Shadow of Your Smile"                                              | 3:27 |
| 7  | "Instrumental" (Interlude)                                  | - The Impressions - "I Loved and I Lost"                                                  | 0:40 |
| 8  | "Stolen Van Gogh"                                           |                                                                                           | 1:34 |
| 9  | "5th Chamber" (feat. 12 O'Clock, Prodigal Sunn, Sean Price) |                                                                                           | 3:56 |
| 10 | "Stupid F@#king White Man" (Skit)                           | - Dialogi z filmu Ghost Dog: Droga Samuraja                                               | 0:19 |
| 11 | "Good Morning (A Nice Hell)"                                | - David McCallum - "The Edge"                                                             | 4:00 |
| 12 | "Rare Breed" (feat. Phillie)                                |                                                                                           | 3:39 |
| 13 | "Hear What I Say!"                                          | - Bobby Bland - "Ask Me 'Bout Nothing (But the Blues)"                                    | 3:23 |
| 14 | "Black Royalty"                                             | - Bobby Bland - "Dear Bobby (The Note)"                                                   | 2:45 |
| 15 | "Detroit" (feat. Kevlaar 7, Phillie)                        | - Love Unlimited - "I Love You So, Never Gonna Let You Go"                                | 3:30 |
| 16 | "$ (Aka Cash Rule)"                                         | - The Animals - "The House of the Rising Sun"                                             | 3:10 |
| 17 | "Poem Burial Ground"                                        | - King Floyd - "Don't Leave Me Lonely"                                                    | 3:39 |
| 18 | "The Great Migration"                                       | - Toussaint MacCall - "I'll Do It For You"                                                | 3:18 |
| 19 | "Bronze Halls Outro"                                        |                                                                                           | 0:45 |